# Подлесная (приток Тясмина)
Подлесная (укр. Підлісна) — левый приток реки Тясмин, протекающий по Черкасскому району (Черкасская область, Украина). 

## География
Длина — 16,6 км. Площадь водосборного бассейна — 60 км². Русло реки в нижнем течении (село Юрчиха) находится на высоте 121,1 м над уровнем моря.
Берёт начало южнее села Тимошовка. Река течёт на северо-восток, восток, затем (перед селом Юрчиха), сделав поворот, вновь на северо-восток. Впадает в реку Тясмин (на 126-км от её устья) в селе Юрчиха. 
Русло средне-извилистое. На реке созданы пруды. Пойма в нижнем течении заболоченная с луговой и камышовой растительностью; частично занята лесными насаждениями. Питание смешанное с преобладающим снеговым. Ледостав длится с начала декабря по середину марта. 
Притоки (от истока до устья): безымянные ручьи.
Населённые пункты на реке (от истока до устья):
1. Тимошовка
2. Юрчиха